# لعويمرات (لمصابيح)
لعويمرات هي إحدى مشيخات المملكة المغربية، تتبع جغرافيا لإقليم آسفي وإداريًا للمصابيح. يقدر عدد سكانها بـ 5677 نسمة حسب الإحصاء الرسمي للسكان والسكنى لسنة 2004.